# Muzej Hansa Christiana Andersena
Hiša muzej Hansa Christiana Andersena je sklop muzejev/stavb, posvečenih slavnemu avtorju Hansu Christianu Andersenu v Odenseju na Danskem, od katerih so nekatere v različnih obdobjih zgodovine delovale kot glavni avtorjev muzej v Odenseju.
Različno jih sestavljajo: novi H.C. Andersenov muzej (odprt 2021), vključno z muzejem H.C. Andersenova rojstna hiša, H.C. Andersenov dom otroštva H.C. Andersenov dom otroštva in celo Møntergården (mestni muzej).
Upravlja jih Museum Odense, samoupravna muzejska ustanova v Odenseju na Danskem.

## H. C. Muzej Andersenova hiša
Novi muzej je na H.C. Andersen Haven 1 in obsega eksponate in zbirke iz Andersenovih del in življenja. Obisk Hiše Hansa Christiana Andersena je presenetljivo in fascinantno potovanje v avtorjevo ustvarjalno vesolje – in njegove svetovno znane pravljice. Lepota se združuje z domišljijo v muzeju, kjer vrhunska arhitektura in prostori prinašajo naravo v svoje prostore in nas spodbujajo, da stvari obračamo na glavo in špekuliramo o danes in jutri.
Preko zvoka, svetlobe, prostora in kulise, zasnovane v sodelovanju z 12 mednarodnimi umetniki, na tej inovativni razstavi doživljamo Andersena in njegova dela govorijo z nami. Naša domišljija je naš edini kompas. Vsak ustvarja svojo avanturo!

## H.C. Andersenov rojstni kraj
Rojstna hiša (dansko H.C. Andersen's Hus) je v stavbi, ki velja za njegovo rojstno hišo (ni dokončno potrjeno), majhni rumeni hiši na vogalu 45 Hans Jensens Stræde in ulice Bangs Boder v starem mestnem jedru. Leta 1908 je bila hiša ponovno odprta kot H.C. Andersenov muzej. Dokumentira njegovo življenje od otroških let čevljarskega sina do njegovega šolanja, pisateljske kariere in poznejšega življenja, z artefakti, ki zagotavljajo vpogled v njegova poznanstva in dogodivščine. Leta 2021 so odprli nov muzej, v katerega je vključena rojstna hiša.
Rojstni kraj je znan tudi kot H.C. Andersenova hiša, po plošči na vhodnih vratih dansko H.C. Andersen's Hus.

## H.C. Andersenov dom otroštva
Andersenov dom iz otroštva (dansko H.C. Andersens Barndomshjem) je na naslovu 3-5 Munkemøllestræde, nedaleč od Stolnice sv. Knuta. V majhni leseni hiši je živel od drugega leta starosti do svojega 14. leta. Hiša, odprta kot muzej leta 1930, vsebuje razstavo tlakovcev, ki jih je uporabljal njegov oče, in druge predmete, ki temeljijo na Andersenovih lastnih opisih.

## Načrtovana hiša pravljic (odprta 2021)
Leta 2016 je bilo objavljeno, da sta japonski arhitekt Kengo Kuma in svetovalno podjetje za oblikovanje muzejev Event Communications zmagala na mednarodnem natečaju za oblikovanje novega koncepta Hiše pravljic za muzej Hansa Christiana Andersena (imenovan tudi Novi muzej Hansa Christiana Andersena). Kumovi dizajni se vrtijo okoli »niza cilindričnih volumnov s steklenimi in rešetkastimi lesenimi fasadami ter zaokroženimi zelenimi strehami«. Event Communications je dejal, da bo muzej sledil »imerzivnemu gledališču«, ki »se dotakne temeljnega vidika pravljic – to so potovanja, kjer je meja med vsakdanjim in transformativnim zabrisana«. Projekt vodi Museum Odense in je odprt poleti 2021.

## Galerija
- Rojstni kraj in sedanji muzej (od leta 2021) (45 Hans Jensens Stræde)
- Dom otroštva (3-5 Munkemøllestræde)
- Stari muzej (pred 2019), pogled od zadaj (11. Claus Bergs Gade)